# Метагидроксид галлия
Метагидроксид галлия — неорганическое соединение, 
гидроксид галлия с формулой GaO(OH) (иногда называют гидратом окиси галлия),
белые кристаллы,
не растворяется в воде.

## Получение
- Разложение гидроксида галлия:

{\displaystyle {\mathsf {Ga(OH)_{3}\ {\xrightarrow[{-H_{2}O}]{80^{o}C}}\ Ga_{2}O_{3}\cdot 2H_{2}O\ {\xrightarrow[{-H_{2}O}]{160^{o}C}}\ 3Ga_{2}O_{3}\cdot 4H_{2}O{\xrightarrow[{-H_{2}O}]{400^{o}C}}\ GaO(OH)}}}
- Очень медленное осаждение в щелочной среде растворимых соединений галлия:

{\displaystyle {\mathsf {Ga_{2}(SO_{4})_{3}+6NaOH\ {\xrightarrow {\tau }}\ 2GaO(OH)\downarrow +3Na_{2}SO_{4}+2H_{2}O}}}

## Физические свойства
Метагидроксид галлия образует белые кристаллы.
Не растворяется в воде.

## Химические свойства
- Разлагается при нагревании:

{\displaystyle {\mathsf {GaO(OH)\ {\xrightarrow[{-H_{2}O}]{550^{o}C}}\ Ga_{2}O_{3}}}}